# غييرمو ستابيلي
غييرمو ستابيلي (بالإسبانية: Guillermo Stábile) (17 يناير 1905 – 27 ديسمبر 1966) لاعب ومدرب كرة قدم أرجنتيني راحل. على مستوى الأندية حقق ستابيلي بطولة الدوري مرتين مع نادي هوراكان كما احترف اللعب في إيطاليا وفرنسا. توج هدافا لبطولة كأس العالم لكرة القدم 1930 التي أقيمت في الأوروغواي. أبرز انجازاته كمدرب قيادة منتخب الأرجنتين للفوز ببطولة كأس أمريكا الجنوبية 6 مرات بالإضافة إلى تتويج نادي راسينغ بلقب الدوري 3 مرات.

## السيرة الذاتية
ولد ستابيلي في منطقة باركي باتريسيوس بمحافظة بوينس آيرس.
بدأ مسيرته الرياضية في نادي سبورتيفو ميتان المحلي ثم انتقل إلى نادي هوراكان سنة 1920. في سنة 1924 تم نقله إلى الفريق الأول الذي كان ينافس في الدرجة الممتازة أيام عصر الهواية. بدأ في اللعب في مركز الجناح الأيمن ثم تم تحويل مركزه إلى المهاجم. حقق نادي هوكان بوجود ستابيلي بطولة الدوري مرتين 1925 و1928 كما حقق بطولة كأس الدكتور كارلوس إبارغورين سنة 1925.

### كأس العالم
على الرغم من بلوغه 25 سنة عند بداية بطولة كأس العالم لكرة القدم 1930 التي أقيمت في الأوروغواي إلا أن ستابيلي لم يسبق له تمثيل منتخب بلاده سابقا كما لم يشارك في المباراة الأولى في مواجهة منتخب فرنسا.
شارك ستابيلي في المباراة الثانية أمام منتخب المكسيك لأن المهاجم الرئيسي روبرتو تشيرو قرر عدم المشاركة بسبب شعوره بالقلق الشديد. انتهت المباراة بفوز منتخب الأرجنتين 6-3 حيث سجل ستابيلي 3 أهداف في مباراته الأولى مما اعتبر أول هاتريك في تاريخ بطولات كأس العالم ولكن هذا الرقم القياسي الذي استمر 76 سنة تم تغييره بقرار من الاتحاد الدولي لكرة القدم في 10 نوفمبر 2006 عندما تم الإعلان أن المهاجم الأمريكي بيرت باتيناود سجل أول هاتريك في تاريخ بطولات كأس العالم قبل ستابيلي بيومين.
في المباراة الأخيرة في المجموعة واجه منتخب الأرجنتين منتخب تشيلي وتغلب عليه 3-1 حيث سجل ستابيلي هدفين وبالتالي ضمن منتخب الأرجنتين التأهل إلى الدور النصف النهائي حيث واجه منتخب الولايات المتحدة واستطاع التغلب عليه بسهولة 6-1 وسجل ستابيلي هدفين آخرين مؤهلا منتخب بلاده إلى المباراة النهائية.
في 30 يوليو 1930 أقيمت أول مباراة نهائية لبطولة كأس العالم بين منتخب الأرجنتين ومنتخب الأوروغواي. انتهى الشوط الأول بتقدم الأرجنتين 2-1 حيث سجل ستابيلي الهدف الثاني ولكن في نهاية المباراة انقلبت النتيجة لصالح الأوروغواي 4-2.
على الرغم من خسارة المباراة النهائية إلا أن ستابيلي حقق انجازا تاريخيا بتتويجه هدافا للبطولة بمشاركته في 4 مباريات. بعد نهاية البطولة لم يشارك ستابيلي مجددا مع منتخب بلاده رغم المعدل العالي لتسجيله للأهداف وهو هدفين في كل مباراة.

### الانتقال إلى أوروبا
بعدما جذب إليه الاهتمام في بطولة كأس العالم قرر ستابيلي الموافقة على الانتقال إلى نادي جنوى الإيطالي وأصبح فورا معبود جماهير النادي بسبب تسجيله هاتريك (3 أهداف) في مباراته الرسمية الأولى في مرمى الفريق المنافس بولونيا. بقي ستابيلي في نادي جنوى 5 سنوات لعب خلالها في 41 مباراة مسجلا 16 هدف.
خلال موسم 1935-1936 انتقل إلى نادي نابولي في صفقة تبادلية بانتقال المهاجم الإيطالي أنتونيو فوياك إلى نادي جنوى. وتزامل ستابيلي مع أسطورة من أساطير قارة أمريكا الجنوبية وهو أتيلا سالوسترو الباراغواياني. انهى نادي نابولي موسمه باحتلال المركز الثامن ولم يسجل ستابيلي سوى 3 أهداف في 20 مباراة.
كنهاية لمسيرته الرياضية انتقل ستابيلي إلى نادي النجم الأحمر الفرنسي الذي أسسه جول ريميه المبادر إلى إقامة أول بطولة كأس عالم في سنة 1930. بقي ستابيلي في النادي حتى سنة 1939 حيث ساهم في صعود النادي من الدرجة الثانية إلى الدرجة الأولى. ثم خدم في النادي كلاعب ومدرب في الوقت نفسه.

### المسيرة التدريبية
قام ستابيلي بأول مهمة تدريبية في تاريخه قبل أن يقرر الاعتزال بفترة طويلة عندما كان مساعدا لمدرب نادي جنوى لويجي بورلاندو في موسم 1931-1932.
بعد مرور موسم واحد على وجوده في نادي النجم الأحمر باريس أصبح ستابيلي لاعبا ومدربا في الوقت نفسه حيث ساهم في صعود الفريق إلى الدرجة الأولى. غادر ستابيلي فرنسا عائدا إلى بلاده من أجل قيادة منتخب الأرجنتين اعتبارا من سنة 1939.
حقق ستابيلي مع منتخب الأرجنتين 6 بطولة كأس أمريكا الجنوبية وهي 1941، 1945، 1946، 1947، 1955، و1957. على الرغم من الأداء السيء الذي قدمه منتخب الأرجنتين في بطولة كأس العالم لكرة القدم 1958 التي خرج فيها من الدور الأول وبهزيمة كبيرة في المباراة الثالثة والأخيرة من المجموعة بنتيجة 1-6 من منتخب تشيكوسلوفاكيا إلا أنه استطاع أن يستعيد الثقة ويحقق لقب آخر نسخة من بطولة كأس الأمم الأمريكية 1960 التي أقيمت في كوستاريكا.
حقق ستابيلي عدة أرقام قياسية كمدرب لمنتخب الأرجنتين كما فعلا لاعبا بقيادته في 123 مباراة دولية رسمية محققا 83 فوزا مما جعله من المدربين القلائل الذي قادوا منتخبات وطنية في أكثر من 100 مباراة دولية.
بينما كان مدربا لمنتخب الأرجنتين قاد أيضا 3 أندية وهي هوراكان، فيرو كاريل أويستي، وراسينغ وقاد النادي الأخير للتتويج ببطولة الدوري لثلاث مواسم متتالية من 1949 إلى 1951.
قرر ستابيلي اعتزال مهنة التدريب في سنة 1960 وقرر القبول بمنصب مدير مدرسة كرة القدم الأرجنتينية للناشئين وبقي في منصبه حتى وفاته في سنة 1966.

## الإنجازات

### لاعبا
- منتخب الأرجنتين
  - كأس العالم (1) : المركز الثاني 1930
  - الهداف (1) : 1930
- هوراكان
  - دوري الدرجة الممتازة (2) : 1925، 1928
  - كأس الدكتور كارلوس إبارغورين (1) : 1925

### مدربا
- منتخب الأرجنتين
  - كأس أمريكا الجنوبية (6) : 1941، 1945، 1946، 1947، 1955، 1957
  - كأس الأمم الأمريكية (1) : 1960
- راسينغ
  - دوري الدرجة الممتازة (3) : 1949، 1950، 1951

## الأهداف الدولية
| #  | التاريخ       | الملعب                                        | المنافس          | التسجيل | النتيجة | البطولة                          |
| -- | ------------- | --------------------------------------------- | ---------------- | ------- | ------- | -------------------------------- |
| 1. | 19 يوليو 1930 | ملعب غران بارك سنترال، مونتيفيديو، الأوروغواي | المكسيك          | 1 – 0   | 6 – 3   | بطولة كأس العالم لكرة القدم 1930 |
| 2. | 19 يوليو 1930 | ملعب غران بارك سنترال، مونتيفيديو، الأوروغواي | المكسيك          | 3 – 1   | 6 – 3   | بطولة كأس العالم لكرة القدم 1930 |
| 3. | 19 يوليو 1930 | ملعب غران بارك سنترال، مونتيفيديو، الأوروغواي | المكسيك          | 6 – 3   | 6 – 3   | بطولة كأس العالم لكرة القدم 1930 |
| 4. | 22 يوليو 1930 | ملعب سنتيناريو, مونتيفيديو، الأوروغواي        | تشيلي            | 1 – 0   | 3 – 1   | بطولة كأس العالم لكرة القدم 1930 |
| 5. | 22 يوليو 1930 | ملعب سنتيناريو، مونتيفيديو، الأوروغواي        | تشيلي            | 2 – 1   | 3 – 1   | بطولة كأس العالم لكرة القدم 1930 |
| 6. | 26 يوليو 1930 | ملعب سنتيناريو، مونتيفيديو، الأوروغواي        | الولايات المتحدة | 3 – 0   | 6 – 1   | بطولة كأس العالم لكرة القدم 1930 |
| 7. | 26 يوليو 1930 | ملعب سنتيناريو، مونتيفيديو، الأوروغواي        | الولايات المتحدة | 6 – 0   | 1 – 1   | بطولة كأس العالم لكرة القدم 1930 |
| 8. | 30 يوليو 1930 | ملعب سنتيناريو، مونتيفيديو، الأوروغواي        | الأوروغواي       | 2 – 1   | 2 – 4   | بطولة كأس العالم لكرة القدم 1930 |

## وصلات خارجية
- غييرمو ستابيلي على موقع IMDb (الإنجليزية)
- غييرمو ستابيلي على موقع الاتحاد الدولي (مؤرشف)  (الإنجليزية)
- غييرمو ستابيلي على موقع قاعدة بيانات كرة القدم.إي يو (الإنجليزية)
- غييرمو ستابيلي على موقع ليكيب (الفرنسية)
- غييرمو ستابيلي على موقع عالم كرة القدم.نت (الإنجليزية)

- قائمة البيانات الشخصية لجييرمو ستابيلي من الموقع الرسمي للفيفا باللغة العربية نسخة محفوظة 9 أبريل 2016 على موقع واي باك مشين.